# Taovaya
La tribu taovaya dels wichita eren uns amerindis de Kansas, que es van moure cap al sud vers Oklahoma i Texas en el segle xviii. Parlaven el wichita que és una de les llengües caddo. Els taovayas s'uniren posteriorment a la tribu reconeguda federalment Wichita i Tribus Afiliades, amb seu a Anadarko, Oklahoma.

## Història antiga

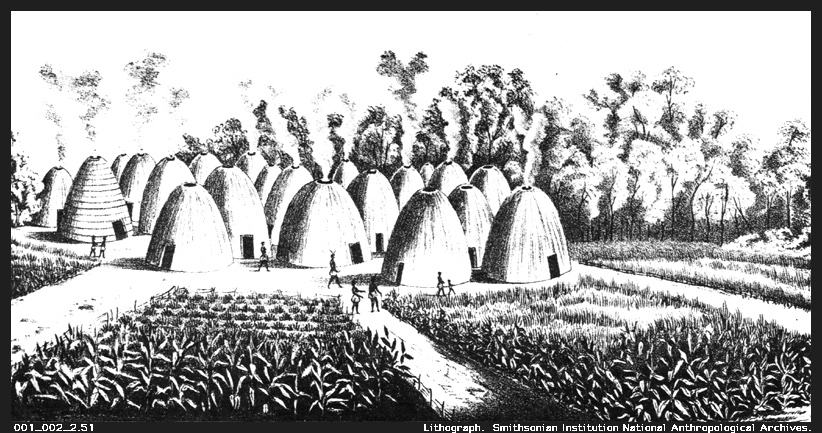
Els taovaya i altres tribus wichita vivien en cases en forma de rusc fetes de palla d'herba i envoltades de camps de blat de moro i altres cultius.

El poble que és conegut actualment com a wichita tenia nombroses tribus, incloses els taovaya o tawehash; els tawakoni; els iscani o waco; i els guichita o wichita pròpiament dits. Els taovaya eren els més importants en el segle xviii.
Els taovaya possiblement entraren en la història escrita en 1541 quan el conquistador espanyol Francisco Vásquez de Coronado va conduir una expedició a través de les Grans Planes a la recerca d'una terra rica anomenada Quivira. El que va trobar van ser els avantpassats dels wichita, nombrosos pobles agrícoles i caçadors de bisons al centre de Kansas que no posseïen res de la riquesa que buscava. Es creu que la part més allunyada de Quivira podia haver estat situada al riu Smoky Hill prop de Lindsborg, Kansas. Aquesta zona es deia "Tabas", similar al nom posterior de taovaya. Una mica més tard, des del voltant de 1630 a 1710, els jaciments arqueològics a prop de Marion (Kansas) podien haver estat habitats pels taovaya.
En 1719 l'explorador francès Claude Charles Du Tisne va trobar dos llogarets taovaya que anomenà "Paniouassa" vora la futura Neodesha, Kansas. "Pani" era un terme genèric que els francesos aplicaven tant als pawnee com als wichita. Probablement eren els taovaya. El mateix any un altre explorador francès, Bernard de la Harpe, visità una vila, probablement unes poques milles al sud de Tulsa, Oklahoma en la que els habitants de les nombroses tribus wichita incloïa els “toayas” o taovaya. Es deia que els toavayas eren la més nombrosa de les tribus. A les seves terres de Kansas i Oklahoma, tanmateix, els wichita eren sota la intensa pressió dels osage i apatxes. En 1720 els taovayas i llurs parents guichita començaren a moure's cap al sud del riu Red establint una gran vila al marge nord del riu al comtat de Jefferson (Oklahoma) i en la cara sud de Spanish Fort (Texas). Cap a finals de 1750 totes les tribus wichita vivien a Texas o al llarg del riu Red a Oklahoma.

## Els taovaya en la política de frontera
El taovaya es van aliar amb els francesos, i en 1746 els francesos va negociar una pau entre el taovaya i altres wichita amb els comanxes. Els taovaya aconseguiren la seva màxima influència durant les properes dècades. La vila a Spanish Fort era "un empori animat on els comanxes aportaven esclaus apatxes, cavalls i mules per al comerç de paquets francesos de pólvora, bales, ganivets i tèxtils i blat de moro cultivat pels taovaya, melons, carabasses, carabasses i tabac."
Com a aliats dels francesos els taovaya van entrar en conflicte amb els espanyol que tenia diversos llocs i missions al sud de Texas. En 1758 els comanxes, yaovaya, i altres wichita destruïren la missió espanyola de San Saba. L'any següent els espanyols van enviar un exèrcit de 500 homes al nord per atacar el llogaret taovaya de Spanish Fort. Un exèrcit indi va atacar els espanyols i els va fer fugir, el capturà dos canons i matà o ferí prop de 50 espanyols al batalla de Twin Villages.
Els taovaya continuaren la guerra contra les forces espanyoles i lipans al mateix temps que en la dècada de 1760 actuaren pacíficament a les missions espanyoles entre els hasinai. Això va ser en gran part perquè els taovaya assumiren que els espanyols no tengien un govern més centralitzat que ho eren els parlants de wichita. El desembre de 1764 Eyasiquiche, un dels líders prominents taovaya, va dirigir un atac contra espanyols i apatxes prop de la Missió de San Lorenzo de la Santa Cruz. En aquest atac un soldat espanyol, Antonio Treviño, va lluitar amb valentia i va ser fet presoner pels taovoya. Originalment Eyasiquiche tenia previst adoptar Trevino al poble taovaya, però, en conèixer que era de Los Adaes, Esquiche va decidir tornar-hi Trevino.
La pèrdua francesa de les seves colònies americanes el 1763 a la Guerra Franco-Índia va interrompre el flux de béns comercials als taovaya i els va fer més receptius als espanyols. Aquest procés va portar anys a causa que els comerciants francesos van romandre a Louisiana, i no va ser fins que Alejandro O'Reilly es va convertir en governador que es van fer reglaments contra el comerç francès amb els taovaya. En 1771 els taovaya, altres wichita, i tonkawes va fer un acord de pau amb els espanyols, desafiant els comanxes. L'imperi comercial taovaya ser disminuït pels comanxes i una epidèmia, probablement de verola, que va delmar els wichita en 1777 i 1778, matant-ne més de 300 d'ells. En 1778 la vila taovaya a Spanish Fort tenia 123 cases i travessant el riu Red una vila wichita tenia unes altres 37 cases. Juntes les dues ciutats comptaven amb 600 homes i una població total de probablement uns 2.500 habitants. Això però, era molt menor que la població wichita en els temps de Coronado que van comptar amb diverses desenes de milers. En 1801 una altra epidèmia va matar-ne un gran nombre. L'estatunidenc John Sibley els va visitar el 1805 i estimà que sumaven 400 homes.
Els taovaya com a tribu coherent desaparegueren sobtadament. El 1811 el seu cap, Awahakei, va morir durant una visita als nord-americans a Natchitoches (Louisiana). La tribu, aparentment, no va poder escollir un altre líder i es fragmentà amb uns quants unint-se als tawakoni al riu Brazos. El nom taovaya va desaparèixer de la història i els nord-americans els van anomenar col·lectivament wichita.
La llengua i cultura taovaya era virtualment que les altres tribus wichita.

## Registre històric
El lloc de la victòria taovaya de 1759 sobre els espanyols va rebre una marca històrica en 1976.
El lloc de la victòria Taovayo de 1759 sobre Espanya - 33° 56′ 52.9434″ N, 97° 36′ 58.33″ O / 33.948039833°N,97.6162028°O